# Třetí vláda Josefa Korčáka
Třetí vláda Josefa Korčáka v rámci České socialistické republiky působila v období od 4. listopadu 1976 do 18. června 1981. Po ní následovala v pořadí již čtvrtá vláda Josefa Korčáka.

## Přehled členů vlády
- Josef Korčák - předseda vlády ČSR
- Ladislav Adamec - místopředseda vlády
- Štěpán Horník - místopředseda vlády
- Stanislav Rázl - místopředseda vlády, předseda Státní plánovací komise
- Jaroslav Tlapák - ministr financí
- Milan Klusák - ministr kultury
- Ladislav Hruzík - ministr lesního a vodního hospodářství
- Antonín Jakubík - ministr obchodu
- Emilian Hamerník - ministr práce a sociálních věcí
- Oldřich Svačina - do 19. května 1978 ministr průmyslu 
  - Bohumil Urban - od 19. května 1978 ministr průmyslu
- Karel Polák - ministr stavebnictví
- Jan Němec - ministr spravedlnosti
- Milan Vondruška - ministr školství
- Josef Jung - ministr vnitra
- František Šrámek - ministr výstavby a techniky
- Jaroslav Prokopec - ministr zdravotnictví
- Miroslav Petřík - ministr zemědělství a výživy
- Rostislav Petera - do 13. října 1980 ministr bez portfeje 
  - František Toman - od 13. října 1980 ministr bez portfeje
- Karel Löbl - ministr bez portfeje
- Vlastimil Svoboda - předseda Výboru lidové kontroly